# Predica di san Marco ad Alessandria d'Egitto
La Predica di san Marco ad Alessandria d'Egitto è un dipinto olio su tela (347x770 cm) di Gentile e Giovanni Bellini, databile al 1504-1507 e conservato nella Pinacoteca di Brera a Milano.

## Storia
L'opera è un telero destinato originariamente al salone della Scuola Grande di San Marco, una delle più potenti e prestigiose di Venezia. Si tratta di uno dei teleri più grandi che esistano, di ben ventisei metri quadrati di superficie, nonché uno dei più ricchi di spunti narrativi e iconografici. Il ciclo dei teleri con storie della vita di san Marco venne completato molto più tardi, quasi sessant'anni dopo, da Giorgione e Tintoretto, ed è oggi diviso tra la Pinacoteca di Brera a Milano e le Gallerie dell'Accademia a Venezia.

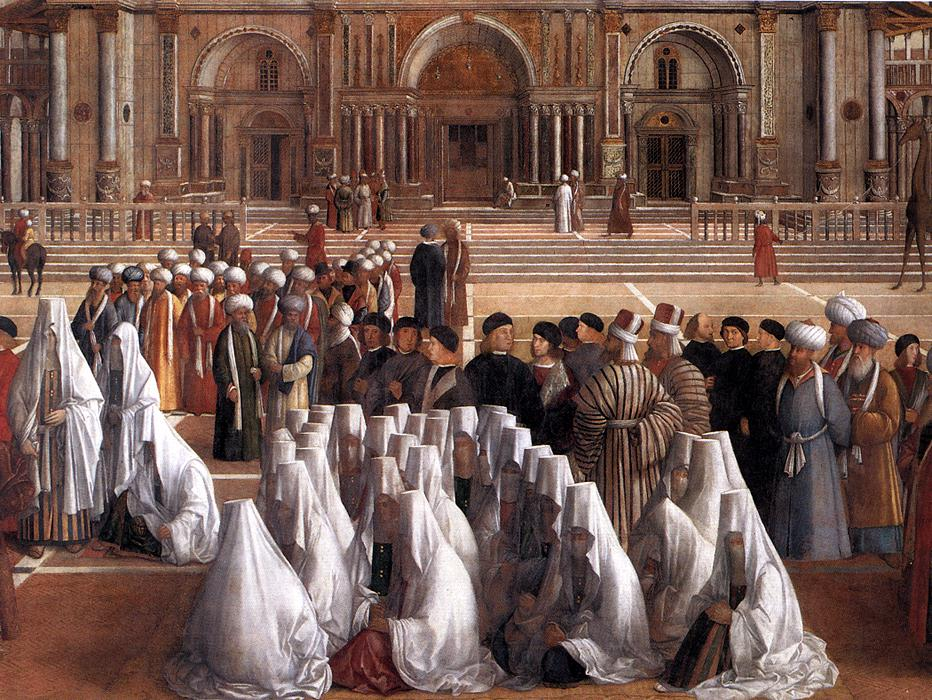
Dettaglio

La tela venne iniziata da Gentile nel luglio del 1504, ma dopo la sua morte (febbraio 1507), quando era già "fatto in buona parte", passò al fratello Giovanni, come indicato nel testamento, che la completò, operando anche alcune modifiche. Probabilmente l'invito a terminarla doveva essere stato fatto dal fratello già prima di morire, ottenendo probabilmente risposte negative, che giustificano l'inserimento nel testamento della clausola secondo la quale a Giovanni sarebbe stato consegnato il prezioso taccuino di disegni paterni, tenuto fino ad allora da Gentile, solo a condizione di incaricarsi del completamento del dipinto. La commissione venne confermata a Giovanni dalla Scuola Grande il 7 marzo 1507.
La scena è ricca di spunti tratti dal vero, anche esotici, che Gentile ebbe modo di studiare di persona durante il suo viaggio a Costantinopoli del 1479-1480. Richiami all'architettura mamelucca, e all'ottomana, hanno fatto pensare a un prolungamento fino a Gerusalemme del viaggio dell'artista.
Non è chiarito con certezza quali parti spettino a l'uno o l'altro fratello: Giorgio Vasari riferì l'opera solo a Gentile nell'edizione del 1550 delle Vite, per poi dimenticarsene nell'edizione del 1568. La critica moderna riferisce a Gentile lo sfondo, tranne per le parti ritoccate, e dubitativamente la metà destra dei personaggi, mentre a Giovanni sono assegnati con una certa sicurezza i ritratti dei personaggi di sinistra e alcuni del gruppo centrale, tra cui alcuni con impostazione di tre quarti (Pallucchini, 1959). Arlsan (1962) riferì a Giovanni san Marco e il senatore in ascolto a destra, Bottari (1963) gli assegnò, oltre a vari personaggi, l'apertura luminosa, confermato anche da Gamba, che riconobbe il merito del fratello più giovane nell'aver fatto "circolare aria e luce tra i gruppi e intorno agli edifici [...] alleggerendo ombre e intonando contrasti crudi di colore".
La tela venne ridotta in un periodo imprecisato, tagliando via una striscia superiore, dove terminavano le architetture che oggi sono inconsuetamente mozze. L'opera arrivò a Brera nel 1809, in seguito alle soppressioni napoleoniche.

## Descrizione e stile
San Marco, su un palco a forma di ponticello a sinistra, è impegnato in un'immaginaria piazza di Alessandria d'Egitto, davanti a un gruppo misto di personaggi, tra cui si notano alcuni ottomani con turbante, una serie di donne turche coperte da un lungo velo bianco, animali esotici come un cammello, un dromedario ed una giraffa e una serie di dignitari veneziani nei loro abiti, che contrastano con l'esotismo degli altri personaggi. Lo sfondo è composto da un ampio palcoscenico cittadino chiuso su tre lati, di chiara ideazione di Gentile, dominato da una solenne moschea-basilica che sembra un connubio tra San Marco a Venezia (con le specchiature marmoree e il tema dell'arco come coronamento) e Santa Sofia a Costantinopoli (con la forma semicircolare dell'architettura piena di contrafforti). A sinistra si vede un alto obelisco tra minareti e a destra torreggiano un campanile, un minareto e una colonna onoraria. Ai lati si dispongono una serie di edifici semplici, dalle lisce pareti intonacate di bianco, che vennero notevolmente semplificati da Giovanni Bellini, coprendo gli edifici alti e stretti già dipinti dal fratello, come hanno dimostrato le radiografie.
Tra i numerosi personaggi veneziani si riconoscono i membri della Scuola Grande, alcuni dignitari e figure di spicco della città all'alba del XVI secolo, e alcuni ritratti simbolici, come quello, nel gruppo di uomini in primo piano a destra, di Dante Alighieri, riconoscibile dalla corona d'alloro, che sottintende la recente conquista veneziana delle città della Romagna, tra cui Ravenna in cui il poeta era sepolto.
Da un punto di vista stilistico la tela è caratterizzata dall'assenza di una vera e propria profondità spaziale, voluta per la particolare ubicazione originale dell'opera, che era appesa lungo una delle pareti degli ambienti rettangolari della Scuola Grande. La lettura ideale si svolge infatti in maniera lineare, lungo i due piani orizzontali paralleli composti dal gruppo delle figure e dallo sfondo col maestoso edificio centrale. Gli elementi non sono tutti raccordati a un medesimo punto di fuga, come tipico della pittura di Gentile, che Giovanni cercò in parte di correggere. Questo si vede chiaramente nel campanile terrazzato a destra della basilica, che sembra ripreso da "sott'in su" (si vede il lato inferiore dei balconcini) mentre ciò non avviene negli altri minareti sullo sfondo.
Giovanni, muovendo e animando i personaggi, alleggerì il rigore ordinato dello stile del fratello, e restituì loro un'individualità peculiare, dando alla storia nel complesso una dimensione più umana e moderna.